# ألفريدو ألفار
ألفريدو ألفار (بالإسبانية: Alfredo Alvar Ezquerra)‏ هو كاتب ومؤرخ إسباني، ولد في 1960 في غرناطة في إسبانيا.